# Cotoneaster ganghobaensis
Cotoneaster ganghobaensis es una especie de planta del género Cotoneaster, perteneciente a la familia Rosaceae.

## Taxonomía
Cotoneaster ganghobaensis fue descrita por Jeanette Fryer y Bertil Hylmo en 1998.

## Distribución
Se encuentra en el territorio centro-sur de China.